# Vé máy bay

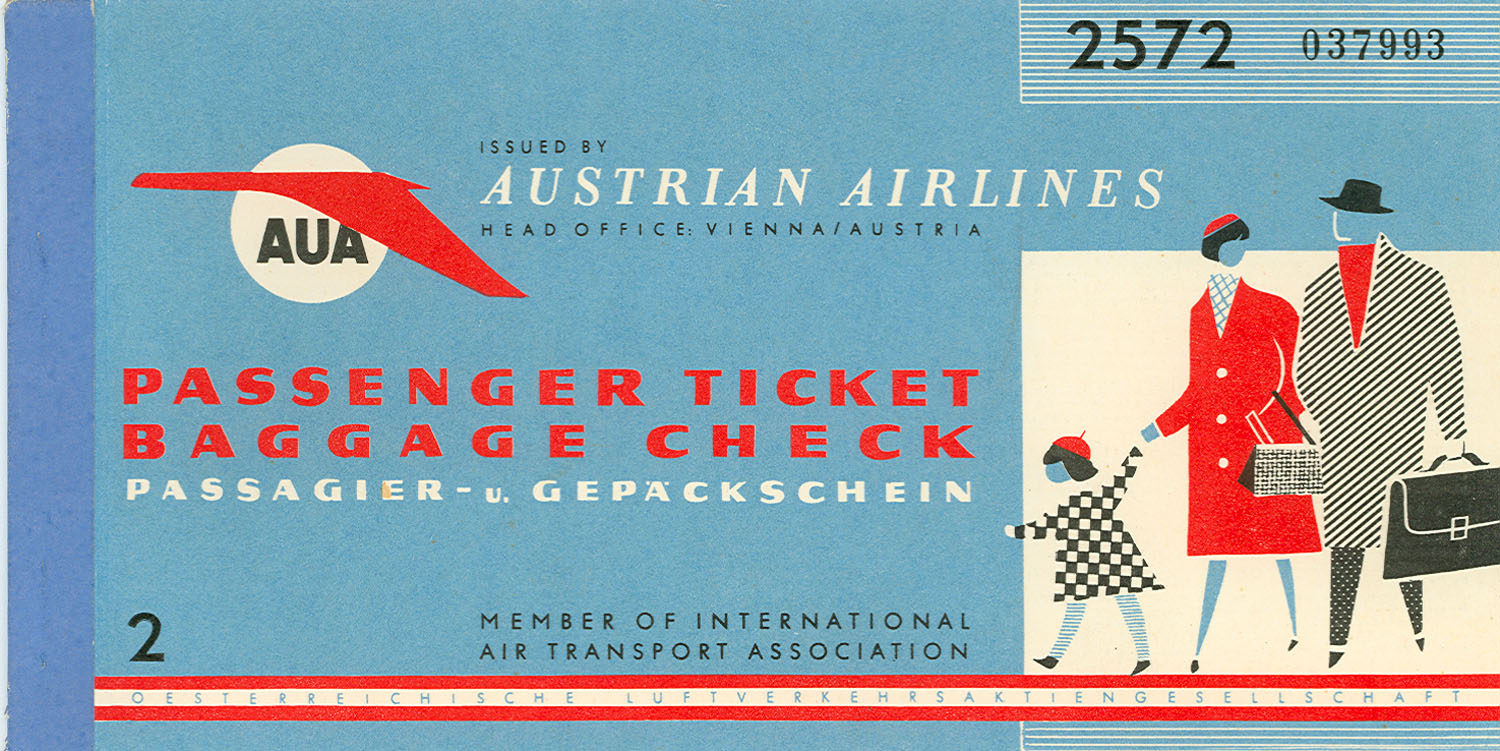
Một tấm vé máy bay Austrian Airlines (hãng hàng không Áo), khoảng những năm 1960

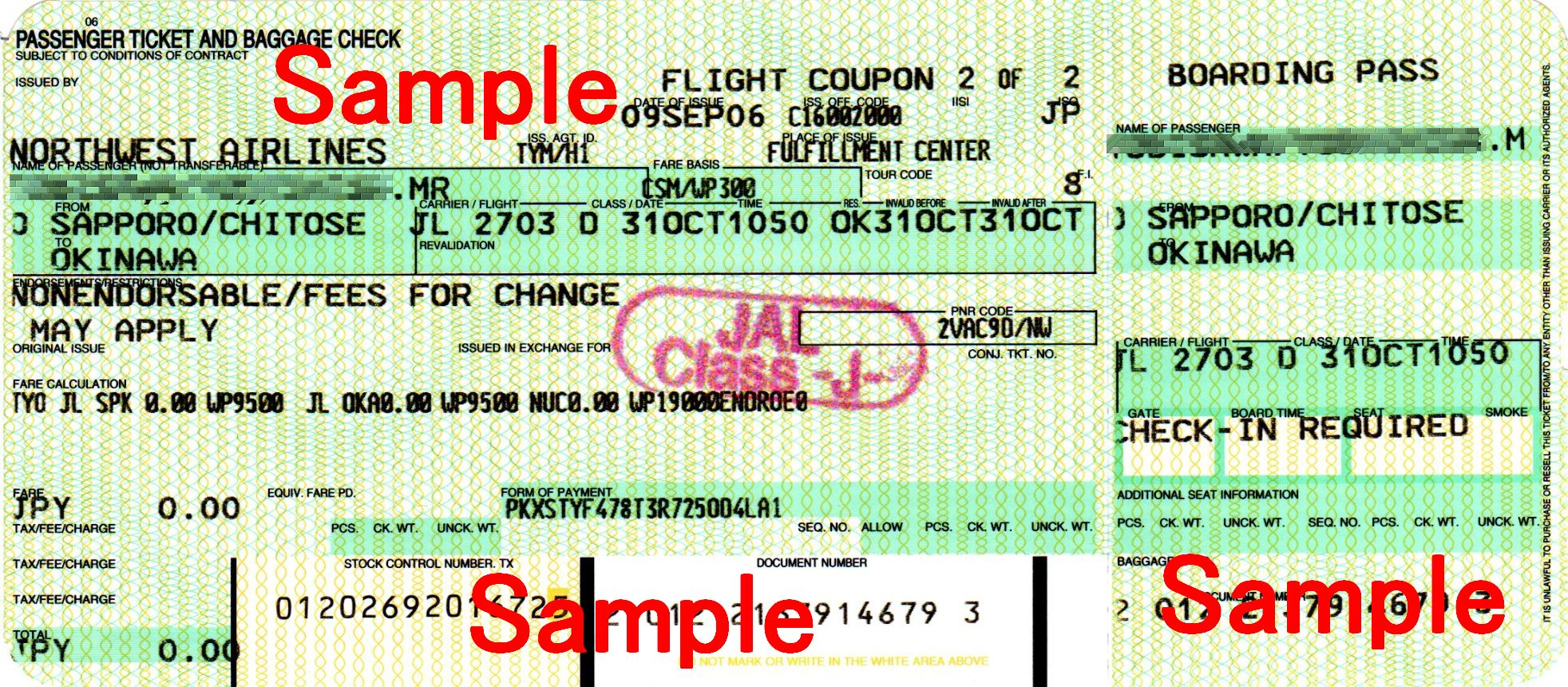
Một mẫu vé của Northwest Airlines (hãng hàng không Tây Bắc)

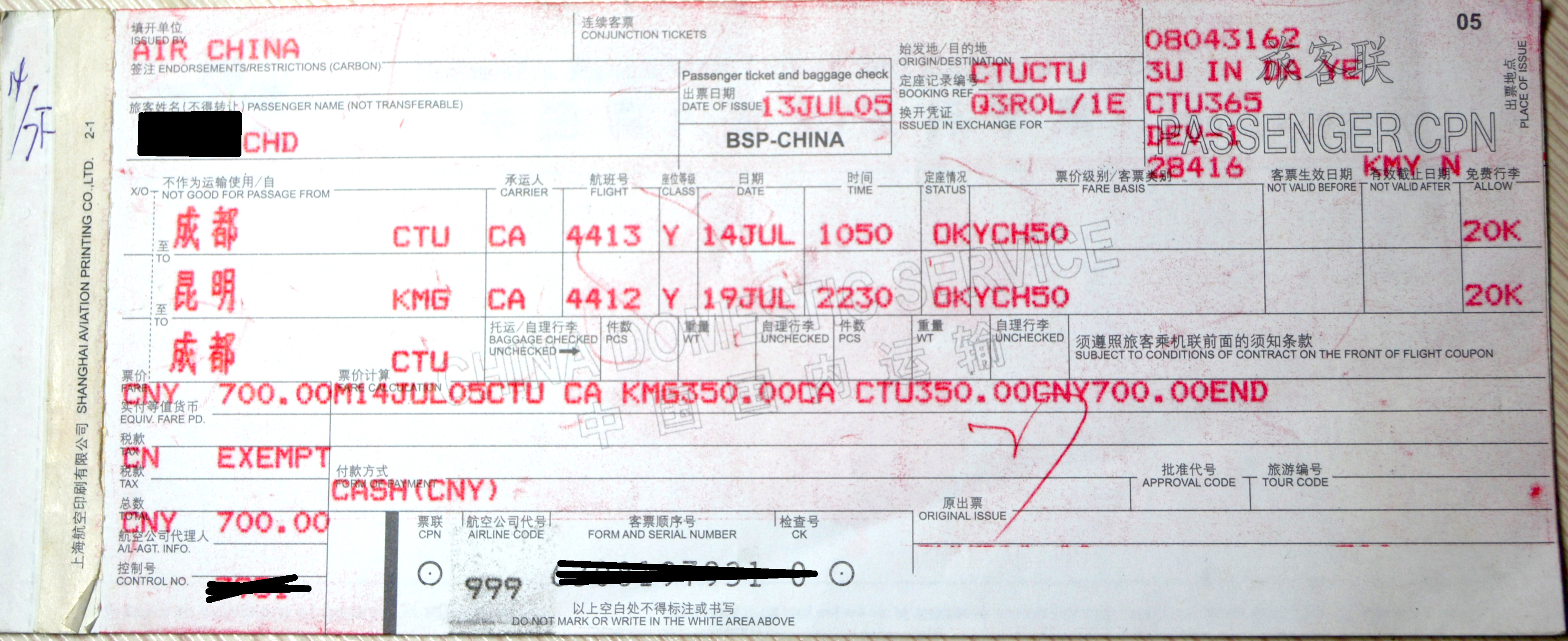
Vé của Air China cho Dịch vụ Nội địa (từ Sân bay quốc tế Song Lưu Thành Đô đến Sân bay quốc tế Vu Gia Bá Côn Minh)

Vé máy bay là một tài liệu hoặc hồ sơ điện tử, được một hãng hàng không hoặc một công ty du lịch phát hành, xác nhận rằng một cá nhân có chỗ trên một chuyến bay. Vé máy bay có thể là một trong hai loại: vé giấy, bao gồm các phiếu giảm giá hoặc chứng từ; hoặc vé điện tử.
Trong cả hai hình thức, vé máy bay là cần thiết để có được một thẻ lên máy bay trong quá trình check-in tại sân bay. Sau đó với thẻ lên máy bay và vé kèm theo, hành khách được phép lên máy bay.

## Chi tiết
Bất kể loại nào, tất cả các vé đều chứa thông tin sau:
- Tên hành khách.
- Các hãng hàng không phát hành.
- Số vé, bao gồm mã 3 chữ số của hãng hàng không [2] để ở đầu mã vé.
- Các thành phố khách hàng transit.
- Chuyến bay mà vé có giá trị. (Trừ khi vé"mở")
- Hành lý miễn cước. (Không phải lúc nào cũng có thể nhìn thấy trên bản in nhưng được ghi lại bằng điện tử cho hãng hàng không)
- Giá vé. (Không phải lúc nào cũng có thể nhìn thấy trên bản in nhưng được ghi lại bằng điện tử cho hãng hàng không)
- Thuế. (Không phải lúc nào cũng có thể nhìn thấy trên bản in nhưng được ghi lại bằng điện tử cho hãng hàng không)
- "Cơ sở giá vé", mã alpha hoặc alpha-số xác định giá vé.
- Hạn chế về thay đổi và hoàn tiền. (Không phải luôn luôn được hiển thị chi tiết, nhưng được đề cập).
- Ngày mà vé có giá trị.
- "Hình thức thanh toán", nghĩa là chi tiết về cách vé được thanh toán, điều này sẽ ảnh hưởng đến việc nó sẽ được hoàn trả như thế nào.
- Tỷ giá hối đoái được sử dụng để tính toán bất kỳ phần quốc tế nào của giá vé và thuế.

Thời gian trên vé máy bay thường dành cho múi giờ địa phương nơi chuyến bay sẽ đến vào lúc đó.

## Phát hành vé máy bay

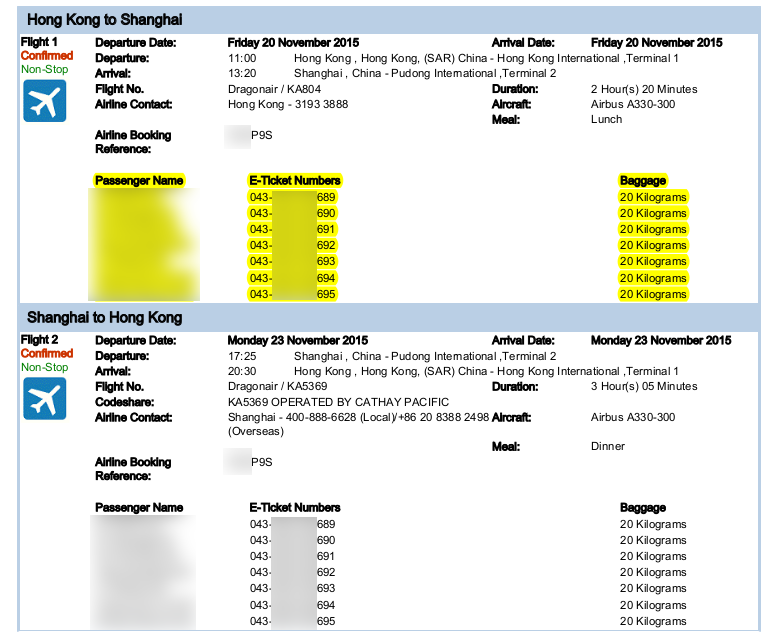
Hành trình có nhiều hành khách có chung một mã đặt chỗ với số vé cho mỗi hành khách

Một hành khách trên một hãng hàng không phải giữ một vé phát hành hợp lệ. Để một vé được phát hành, có hai quy trình riêng biệt:
- Đặt chỗ:

Việc đặt chỗ cho một hành trình được thực hiện trong hệ thống hàng không, trực tiếp với hãng hàng không hoặc bởi một đại lý. Hành trình bao gồm tất cả các chi tiết trên cần thiết cho việc phát hành vé máy bay, ngoại trừ số vé.
Khi đặt chỗ được thực hiện, một bản ghi tên hành khách (PNR) sẽ được tạo để sử dụng để quản lý đặt chỗ và nhận phòng. Có thể có nhiều hành khách trong một bản ghi tên hành khách.
- Phát hành vé:

Có đặt chỗ không có nghĩa hành khách buộc phải đi. Chỉ khi hãng hàng không nhận được thanh toán, một vé được phát hành được liên kết với đặt chỗ cho phép hành khách có chỗ trong chuyến bay.
Theo truyền thống, đặt chỗ và thanh toán là các bước riêng biệt, thời gian giữa chúng được xác định trong quy tắc giá vé khi đặt chỗ được thực hiện. Tuy nhiên, phổ biến hơn là yêu cầu thanh toán ngay lập tức trên các hệ thống đặt chỗ trực tuyến.
Mỗi hành khách phải giữ vé máy bay của riêng mình, như được hiển thị bằng một số vé riêng lẻ, ngay cả khi các lệnh đặt chỗ được liên kết với một PNR duy nhất.